# Gaetano Mascali
Gaetano Mascali (Linguaglossa, 8 maggio 1938 – Desenzano del Garda, 6 agosto 2011) è stato un arbitro di calcio italiano.

## Carriera
Nato a Linguaglossa, in Sicilia in provincia di Catania, si è trasferito al nord da ragazzo al seguito della famiglia, essendo il padre un ufficiale dell'Arma dei Carabinieri. Ha intrapreso nel 1960 ad arbitrare nelle categorie giovanili in provincia di Brescia, poi si è iscritto alla CAN, ed ha iniziato a dirigere in Serie C nel 1964, nel campionato cadetto ha esordito a Novara il 26 novembre 1967 nella partita Novara-Bari (1-0), due anni dopo dirige la sua prima partita nella massima serie a Palermo il 4 maggio 1969, la gara è Palermo-Roma (0-3), dopo sette anni di direzioni in Serie A, dirige l'ultimo incontro nella massima serie a Milano il 18 aprile 1976, la partita è Milan-Como (2-2). In tutto in Serie A ha diretto trenta incontri, in Serie B ha diretto ottantacinque partite. 
Nella stagione 1969 è stato insignito del Premio Florindo Longagnani, un riconoscimento che spettava al miglior arbitro esordiente in Serie A.
Dal 1973 al 1977 è stato il presidente della sezione A.I.A. di Brescia, poi dopo aver smesso di arbitrare è stato commissario di sezione. È morto nell'estate del 2011 colpito da un male incurabile, dal 2013 viene organizzato in sua memoria un torneo di calcio organizzato dalla sezione A.I.A. di Brescia, il "Memorial Gaetano Mascali" organizzato sul campo "Tre Stelle" a Desenzano del Garda.